# No More Hell to Pay
No More Hell to Pay  é um álbum de estúdio da banda de metal Stryper, lançado em novembro de 2013. O disco veio a caracterizar como a primeira obra de inéditas desde Murder by Pride, e alcançou êxito dentre as avaliações da mídia especializada e a recepção do público.

## Contexto
No More Hell to Pay é a continuação do lançamento anterior da banda em 2013, Second Coming, no qual a banda fez novas interpretações de várias de suas músicas antigas. O vocalista Michael Sweet produziu No More Hell to Pay e escreveu onze das doze faixas. Em uma entrevista com o MetalExiles, Sweet declarou que, ao compor o álbum, a banda tentou obter um som mais pesado, lembrando Iron Maiden, Judas Priest e Van Halen.

## Estilo musical e influências
A musicalidade de No More Hell to Pay é semelhante ao som da banda em seu auge na década de 1980, mas apresenta uma suavidade que reflete o envelhecimento dos integrantes. Na CCM Magazine, Andy Argyrakis descreveu o álbum como igualmente agressivo e melódico, com solos de guitarra maciços e harmonias em camadas, e observou que ele faz referência intencional aos primeiros dias da banda sem parecer datado. Lee Brown, da Indie Vision Music, também escreveu que o álbum poderia facilmente ter sido lançado durante o apogeu da banda no final dos anos 1980 e início dos anos 1990, e observou que o projeto tem os vocais agudos e falsetes, guitarras com riffs e letras ousadas e centradas na fé que os fãs esperariam. Bert Saraco, do The Phantom Tollbooth, destacou que o grupo continua "a tradição do Stryper: não tão grande nas sutilezas, pesado o suficiente para agitar você, viciante o suficiente para entrar em sua pele", e que combina elementos de pop, metal e rock de arena. Greg Pratt, do Exclaim!, elogiou o trabalho da bateria no álbum, especialmente o hi-hat e o bumbo. Ian Webber, do Cross Rhythms, escreveu que a superabundância de gritos pela qual o Stryper era conhecido ainda estava presente no álbum.

## Lançamento e recepção
| Críticas profissionais | Críticas profissionais |
| Avaliações da crítica  | Avaliações da crítica  |
| Fonte                  | Avaliação              |
| ---------------------- | ---------------------- |
| AllMusic.com           | [ 11 ]                 |
| The Phantom Tollbooth  | ·                      |
| CCM Magazine           | [ 6 ]                  |
| Classic Rock           | 6/10                   |
| Decibel                | 7/10                   |
| Exclaim!               | 6/10                   |
| HM                     | [ 15 ]                 |
| Indie Vision Music     | [ 7 ]                  |
| Jesus Freak Hideout    | ·                      |
| New Release Tuesday    | [ 17 ]                 |

No More Hell to Pay teve uma recepção positiva por parte dos críticos de música. Na CCM Magazine, Argyrakis classificou o álbum com quatro de cinco estrelas e afirmou que esse foi um dos álbuns mais difíceis e espiritualmente poderosos da banda até o momento. Brown, da Indie Vision Music, criticou a inclusão da música cover, mas deu ao álbum quatro de cinco estrelas e considerou o som dos anos 80 da banda uma mudança refrescante em relação aos estilos populares atualmente, como metalcore e techno. Na HM, David Stagg deu ao álbum três estrelas e meia em um total de cinco e concordou com o fato de Michael Sweet ter considerado o álbum o melhor da carreira da banda, afirmando que a única grande falha do álbum é o cover de "Jesus Is Just Alright", dos Doobie Brothers. Shawn Macomber, da Decibel, deu ao álbum uma classificação semelhante e afirmou que o lançamento representa uma banda revitalizada. No site About.com, Kim Jones classificou o álbum com quatro e meia de cinco estrelas, chamando-o de muito mais difícil do que qualquer coisa que o Stryper tenha feito em suas respectivas carreiras, e Bowar ficou agradavelmente surpreso com o álbum, classificando-o com quatro de cinco estrelas. Webber, da Cross Rhythms, avaliou o álbum em nove de dez, e afirmou que o álbum tinha todos os elementos de um trabalho do Stryper que, às vezes, pode soar ultrapassado pela estrutura musical de hoje. No entanto, Webber observou que isso não prejudica significativamente o lançamento, e mencionou que os fãs antigos e alguns novos ficarão felizes com a oferta.
No Jesus Freak Hideout, ambos os críticos deram ao álbum quatro estrelas e meia de cinco. Um deles afirmou que, depois de vinte e cinco anos e sete álbuns, a banda finalmente criou um sucessor digno de To Hell With the Devil, de 1986. Mark Rice disse que o álbum pode ser o melhor da carreira da banda e pode conquistar novos fãs. No New Release Tuesday, Francesco deu ao álbum três estrelas e meia de cinco, enquanto o The Phantom Tollbooth classificou o álbum com quatro estrelas de cinco e cinco estrelas e meia de cinco em suas duas resenhas. Jono Davies, do Louder Than the Music, classificou o álbum com quatro de cinco estrelas e considerou que o álbum é um material de alto calibre, no qual a banda se sai muito bem. Entretanto, o álbum recebeu críticas mistas da Classic Rock e da Exclaim! Na Classic Rock, Paul Elliot classificou o álbum como seis de dez e chamou o álbum de "o mais pesado da banda até hoje", e Greg Pratt, da Exclaim!, deu ao álbum seis de dez com base principalmente no trabalho de bateria.

## Desempenho comercial
O álbum vendeu cerca de 9.600 cópias nos Estados Unidos em sua primeira semana de lançamento, estreando na 35ª posição na parada Billboard 200, e foi o segundo álbum cristão mais vendido na mesma semana. Nas outras paradas, foi o sexto álbum mais vendido na parada Top Rock Albums, o terceiro Top Hard Rock Albums, e ficou em sexto lugar na parada Independent Albums. O álbum vendeu 31.000 cópias nos Estados Unidos em setembro de 2015.
| Parada (2013)                                 | Melhor posição |
| --------------------------------------------- | -------------- |
| Estados Unidos (Billboard 200)                | 35             |
| Estados Unidos (Christian Albums)             | 2              |
| Estados Unidos (Billboard Independent Albums) | 6              |
| Estados Unidos (Top Hard Rock Albums)         | 3              |
| Estados Unidos (Top Rock Albums)              | 6              |
| Estados Unidos (Top Tastemaker Albums)        | 11             |

## Faixas
Todas as faixas escritas e compostas por Michael Sweet, exceto onde anotado. 
| N.º            | Título                  | Compositor(es)              | Duração |  |
| 1.             | "Revelation"            |                             | 4:31    |  |
| 2.             | "No More Hell to Pay"   | Michael Sweet, Robert Sweet | 5:07    |  |
| 3.             | "Saved by Love"         |                             | 3:08    |  |
| 4.             | "Jesus Is Just Alright" | Arthur Reid Reynolds        | 5:10    |  |
| 5.             | "The One"               |                             | 4:11    |  |
| 6.             | "Legacy"                |                             | 4:15    |  |
| 7.             | "Marching Into Battle"  |                             | 4:45    |  |
| 8.             | "Te Amo"                |                             | 4:17    |  |
| 9.             | "Sticks & Stones"       |                             | 4:21    |  |
| 10.            | "Water Into Wine"       |                             | 3:42    |  |
| 11.            | "Sympathy"              |                             | 4:13    |  |
| 12.            | "Renewed"               |                             | 4:21    |  |
| Duração total: | Duração total:          | Duração total:              | 51:52   |  |